# Branislav Konrád
Branislav Konrád (* 10. října 1987 Nitra, Československo) je bývalý slovenský hokejový brankář. Většinu kariéry zažil v Olomouci, kde se mu dařilo a odehrál přes devět sezón. Konrád je odchovancem nitranského hokeje, kde poprvé okusil extraligu v sezóně 2005/2006. Později přestoupil do bratislavského Slovanu , kde v roce 2012 získal titul mistra Slovenska. Celkově zde působil 5 sezón, včetně premiérového ročníku klubu v KHL , kdy nastoupil na čtyři zápasy. V sezóně 2013/2014 odehrál několik zápasů v českém Třinci a v německé druhé bundeslize, v týmu Heillbronner Falken. Následující sezónu 2014/2015 odehrál v Dukle Trenčín , kde byl v základní části nejlepším brankářem s úspěšností zákroků 93,4 %. Před sezónou 2015/2016 se dohodl na smlouvě s českým klubem HC Olomouc. Na zimních olympijských hrách v roce 2022 získal bronzovou medaili.
Dne 28. dubna 2025 oznámil ukončení aktivní hráčské kariéry kvůli zdravotním obtížím, jež ho sužovaly od předkola playoff v březnu 2024, kdy si v zápase poranil tříslo a od té doby se již do branky v soutěžním zápase nepostavil.

## Hráčská kariéra
- 2004-05 HK Nitra (SVK) - dor., HK Nitra (SVK) - jun.
- 2005-06 HK Nitra (SVK) - jun., HK Nitra, MšHK Prievidza (SVK2)
- 2006-07 HC Slovan Ústečtí Lvi (E) - jun., HK Nitra (E), HK Nitra (E) - jun., HK Lokomotíva Nové Zámky (SVK2)
- 2007-08 HK ARDO Nitra (SVK), Metallurg Žlobin (BLR)
- 2008-09 HC Slovan Bratislava (SVK), HK Ružinov 99 Bratislava (SVK2)
- 2009-10 HC Slovan Bratislava (SVK)
- 2010-11 HC Slovan Bratislava (SVK)
- 2011-12 HC Slovan Bratislava (SVK)
- 2012-13 HC Slovan Bratislava (KHL)
- 2013-14 HC Oceláři Třinec (E), Heilbronner Falken (DEL2)
- 2014-15 HK Dukla Trenčín (E)
- 2015-16 HC Olomouc (E)
- 2016-17 HC Olomouc (E)
- 2017-18 HC Olomouc (E)
- 2018-19 HC Olomouc (E)
- 2019-20 HC Olomouc (E)
- 2020-21 HC Olomouc (E)
- 2021-22 HC Olomouc (E)
- 2022-23 HC Olomouc (E)
- 2023-24 HC Olomouc (E)